# Batavska republika
Batavska republika (nizozemsko Bataafse Republiek) je bila v letih 1795 do 1806 francoska sestrska država na tleh sedanje Nizozemske, oblikovana po vzoru Francoske prve republike. Poimenovana je bila po germanskem plemenu Batavijcev, ki so živeli na tem območju v času Rimskega cesarstva in so tako veljali za njihove prednike.
Država je bila razglašena 19. januarja 1795, dan po umiku državnega poglavarja Viljema V. Oranskega v Anglijo. Le-ta je pred tem s svojo stranko prišel na oblast v državljanski vojni s pomočjo njegovega svaka pruskega kralja Friderika Viljema II. Kljub temu je prodirajoča francoska revolucionarna vojska na Nizozemskem našla le malo zaveznikov. Mnogo takrat pobeglih revolucionarjev se je sedaj vračalo s Francozi, da bi uresničilo svoje ideje.
V nasprotju z dogodki v Franciji so se revolucionarne spremembe v Batavski republiki dogajale relativno mirno. Njena predhodnica, Nizozemska republika, je bila pri politični izgradnji zelo konzervativna in neučinkovita , še vedno s temelji v fevdalnem sistemu. Odločitve so se dogajale zelo počasi. Posamezne province so s svojo močjo blokirale mnogo občutljivih novosti. Batavsko republiko je zaznamovalo preoblikovanje v bolj centralistično in učinkovito vlado, od krhke konfederacije k pravi unitarni državi. Številne novosti so se ohranile tudi kasneje, kot recimo prvi uradni pravopis  nizozemskega jezika. Judom, luterancem in katoličanom so bile dane enake pravice. Nova republika ni doživljala vladavine terorja ali postala diktatorska. Spremembe so prišle od zunaj po Napoleonovem prihodu na oblast v Franciji. Leta 1805 je bil s strani Napoleona za predsednika republike imenovan Rutger Jan Schimmelpenninck, da bi okrepil izvršilno vejo oblasti, vendar je bil že naslednje leto prisiljen odstopiti s položaja, nakar je Napoleon 5. junija 1806 razglasil svojega brata Louisa Bonaparta za kralja nove Kraljevine Nizozemske. S tem je bila ukinjena tudi Batavska republika.
V obdobju Batavske republike so bili izvedeni trije državni udari. Prvi se je zgodil leta 1798 zaradi počasnih demokratičnih sprememb. Nekaj mesecev pozneje je sledil drugi, s katerim se je Narodni zbor razdelil v boju med političnimi strankami. Tretji udar, ki ga je leta 1801 podprl Napoleon, je povrnil spremembe, ki so se zgodile pri drugem, v prvotno stanje. Ne glede na to je bila batavska vlada veliko bolj priljubljena med Nizozemci kot Oranski princ. To je bilo očitno zlasti v času britansko-ruske invazije leta 1799. Kot vazalna država je bila Batavska republika zaveznica Francije v vojnah proti Veliki Britaniji. To je povzročilo izgubo večine nizozemskega kolonialnega ozemlja in poraz nizozemske flote v bitki pri Camperdownu (Camperduin) leta 1797. Propad nizozemskega trgovstva je povzročil več ekonomskih kriz v državi, tako da se je njihovo blagostanje šele v drugi polovici 19. stoletja vzpostavilo na prvotno stanje.